# 김천 서부리 삼층석탑
김천 서부리 삼층석탑(金泉 西部里 三層石塔)은 대한민국 경상북도 김천시 개령면 서부리에 있는 통일신라의 삼층석탑이다. 1985년 8월 5일 경상북도의 문화재자료 제122호 '금릉 서부동 폐탑'으로 지정되었다가, 2008년 7월 14일 '김천 서부리 삼층석탑'으로 문화재 명칭이 변경되었다.

## 개요
서부동 마을 뒤의 호두산 아래 골짜기에 남아 있는 탑의 일부분들이다. 주변에서 통일신라시대, 고려, 조선에 이르는 기와조각과 자기조각들이 발견되어 사찰이 조선 중기까지는 존재하고 있었던 것으로 추정된다.
원래의 탑은 일반적인 3층 석탑이었을 것으로 보이는데, 현재 탑신(塔身)의 1·2층 부재만 남아 있다. 남아 있는 1층 지붕돌은 네 귀퉁이가 살짝 치켜 올라갔고, 두께도 얇으며, 밑면에는 5단의 받침을 두었다.
원형을 알 수 없지만 지붕돌 양식으로 보아 통일신라시대에 세운 것으로 추정된다. 또한 이 골짜기는 임진왜란 당시 왜병의 진로였다는 설이 있어, 그 때 탑이 무너진 것으로 보인다.

## 명칭변경 사유
금릉 서부동 폐탑은 김천 개령면 서부리에서 서쪽으로 마을 뒤의 虎頭山 아래 소릿길 고개 너머에서 6개의 탑 편이 있으며, 이 탑에서 북쪽 약 30m 지정에 동국여지승람에 나오는 甘文國 시대의 障夫人陵이 있는 곳으로 알려지고 있다. 주변에 日暉紋 암막새 기와 조각을 비롯한 고려시대 와편, 조선시대 자기편이 산재해 통일신라시대의 사찰이 조선시대 중기까지 존속된 것으로 추측된다. 1997년 고증을 거쳐 복원하여 현재는 삼층석탑의 형태를 유지하고 있으므로 김천 서부리 삼층석탑으로 명칭변경한다.

## 참고 자료
- 김천 서부리 삼층석탑 - 국가유산청 국가유산포털